# Uaupesia amazona
Uaupesia amazona là một loài bọ cánh cứng trong họ Chrysomelidae. Loài này được miêu tả khoa học năm 1921 bởi Weise.